# 814
814 (DCCCXIV) je bilo navadno leto, ki se je po julijanskem koledarju začelo na nedeljo.

## Dogodki
- Bolgari začnejo prodirati na Balkan.

## Smrti
- Karel Veliki, frankovski kralj
- Krum, bolgarski kan (* ni znano)